# Jon Diebler
Jon Keith Diebler (Upper Sandusky, 22 giugno 1988) è un ex cestista e dirigente sportivo statunitense.

## Carriera
Dopo aver disputato quattro stagioni NCAA con Ohio State, è stato selezionato al secondo giro del draft NBA 2011 dai Portland Trail Blazers. Tuttavia nell'agosto 2011, a causa del lockout NBA 2011, ha firmato un contratto di un anno con il Paniónios, senza la clausola "NBA escape".

## Statistiche

### College
| Anno       | Squadra             | PG  | PT  | MP   | TC%  | 3P%  | TL%  | RP  | AP  | PRP | SP  | PP   |
| ---------- | ------------------- | --- | --- | ---- | ---- | ---- | ---- | --- | --- | --- | --- | ---- |
| 2007-2008† | Ohio State Buckeyes | 37  | 8   | 21,1 | 30,4 | 28,9 | 78,2 | 2,3 | 1,2 | 0,7 | 0,2 | 5,9  |
| 2008-2009  | Ohio State Buckeyes | 33  | 33  | 36,7 | 42,1 | 41,6 | 80,0 | 3,6 | 2,5 | 1,0 | 0,3 | 11,2 |
| 2009-2010  | Ohio State Buckeyes | 37  | 37  | 37,2 | 43,8 | 42,0 | 87,3 | 2,8 | 1,5 | 1,1 | 0,1 | 13,0 |
| 2010-2011  | Ohio State Buckeyes | 37  | 36  | 35,7 | 50,7 | 50,2 | 81,0 | 2,6 | 2,4 | 1,0 | 0,1 | 12,6 |
| Carriera   | Carriera            | 144 | 114 | 32,6 | 42,7 | 41,6 | 82,1 | 2,8 | 1,9 | 1,0 | 0,2 | 10,7 |

### Eurolega
| Anno      | Squadra      | PG | PT | MP   | TC%  | 3P%   | TL%  | RP  | AP  | PRP | SP  | PP   |
| --------- | ------------ | -- | -- | ---- | ---- | ----- | ---- | --- | --- | --- | --- | ---- |
| 2015-2016 | Anadolu Efes | 21 | 18 | 26,7 | 51,5 | 49,5  | 85,2 | 1,9 | 1,6 | 0,4 | 0,0 | 10,2 |
| 2016-2017 | Galatasaray  | 29 | 2  | 19,0 | 50,4 | 53,8* | 85,7 | 1,9 | 1,4 | 0,5 | 0,0 | 6,5  |
| 2018-2019 | Darüşşafaka  | 28 | 7  | 18,2 | 35,5 | 36,3  | 92,3 | 1,3 | 1,2 | 0,4 | 0,1 | 4,2  |
| Carriera  | Carriera     | 78 | 27 | 20,8 | 46,3 | 47,1  | 86,9 | 1,7 | 1,4 | 0,4 | 0,0 | 6,7  |

## Palmarès
- Campione NIT (2008)
- Campionato turco: 1

Pınar Karşıyaka: 2014-15
- Coppa di Turchia: 1

Pınar Karşıyaka: 2013-14
- Coppa del Presidente: 2

Pınar Karşıyaka: 2014
Anadolu Efes: 2015